# Yves Ciampi
Yves Ciampi (Parigi, 9 febbraio 1921 – Parigi, 5 novembre 1982) è stato un regista e sceneggiatore francese.

## Filmografia
- Suzanne et ses brigands (1949)
- Un certain monsieur (1950)
- La grande rivale (Un grand patron) (1951)
- Le plus heureux des hommes (1952)
- Schiavitù (L'esclave) (1953)
- Le guérisseur (1953)
- Gli eroi sono stanchi (Les héros sont fatigués) (1955)
- Tifone su Nagasaki (Typhon sur Nagasaki) (1957)
- Il vento si alza (Le vent se lève) (1959)
- La spia del secolo (Qui êtes-vous, Monsieur Sorge?) (1961)
- Liberté I (1962)
- Allarme dal cielo (Le ciel sur la tête) (1965)
- Le monde parallèle (1967) serie televisiva
- À quelques jours près (1969)
- Christa (1971) serie televisiva
- Les dossiers de l'écran (1980) serie televisiva
- Staline est mort (1981) film per la televisione
- Les nerfs à vif (1982) film per la televisione